# Vishnuvardhan
Vishnuvardhan (ur. 18 września 1950, zm. 30 grudnia 2009) – indyjski aktor.

## Życiorys
Urodził się jako Sampath Kumar w Majsurze. Rozpoznawalność zdobył pod przyjętym pseudonimem. Pochodził z rodziny bramińskiej o rozległych zainteresowaniach artystycznych. Jego ojciec komponował muzykę, tworzył również scenariusze filmowe. Jedna z jego bliskich krewnych była z kolei tancerką klasyczną na dworze maharadży Majsuru. Kształcił się w Gopalswamy School w rodzinnym mieście, następnie zaś w Kannada Madari School oraz w National College w Bengaluru. Zadebiutował w kinie rolą w Vamsha Vriksha (1971) w reżyserii Girisha Karnada. Sukces filmu Naagarahaavu (1972), w którym został obsadzony w głównej roli, uczynił zeń gwiazdę kina w języku kannada. Uznaje się go za jednego z najważniejszych aktorów występujących w filmach z Karnataki w latach 70. i 80. XX wieku.
Ceniony jest za wszechstronność i sceniczną charyzmę. Jego filmografia obejmuje przeszło 200 tytułów, głównie w kannada, ale także w hindi czy w języku tamilskim. Cieszył się ogromną popularnością, jego wizerunek sceniczny skonstruowany został dzięki umiejętnej mieszance obrazów przynależnych do kina niezależnego z projektami wiązanymi z kinem akcji. Na potrzeby tych drugich podejmował niekiedy znaczne ryzyko. Podczas zdjęć do Muthina Haara (1990) wykonał niezwykle ryzykowny skok spadochronowy. Na skutek wypadku, który wówczas nastąpił, ledwo uniknął śmierci.
W swym dorobku miał również nagrania muzyczne, zarówno piosenek filmowych, jak i pieśni religijnych. Za swoją aktywność był wielokrotnie wyróżniany i nagradzany. Był laureatem pięciu nagród Filmfare, jak również kilku nagród stanowych.